# East Horizon Airlines
East Horizon Airlines – byłe afgańskie regionalne linie lotnicze.

## Historia
Linia lotnicza rozpoczęła działalność w grudniu 2013 r. W maju 2014 r. linia wykonywała regularne loty do dziewięciu portów lotniczych w Afganistanie. Od września 2018 r. linia lotnicza zawiesiła wszystkie operacje.

## Kierunki lotów
East Horizon Airlines wykonywało połączenia do następujących miejscowości:
|  | Baza |

## Flota
Flota East Horizon Airlines składała się z następujących samolotów (marzec 2018):
- McDonnell Douglas MD-60 – 1 sztuka
- McDonnell Douglas MD-82 – 1 sztuka
- Antonow An-24RV – 1 sztuka
- Antonow An-26 – 1 sztuka
- CASA C-212-100 – 1 sztuka
- Mi8 MTV Helicopter – 1 sztuka